# Due (Lied)
Due (italienisch: zwei) ist ein italienischer Popsong der Sängerin Elodie aus dem Jahr 2023. Mit diesem Titel nahm sie am Sanremo-Festival 2023 teil.

## Hintergrund
Der Titel wurde im Rahmen des Sanremo-Festival 2023 vorgestellt und galt im Vorfeld als einer der Favoriten. Sie erreichte den 9. Platz. Das Lied wurde als Single und auf dem Album Ok. Respira veröffentlicht. Produziert wurde der Titel von Dario Faini. Es war ihre dritte Teilnahme an dem Wettbewerb. Zuvor war sie in den Jahren 2017 mit dem Titel Tutta colpa mia und 2020 mit dem Titel Andromeda angetreten.

## Video
Bei dem Musikvideo führte Giampaolo Sgura Regie. In dem Video spielten eine Reihe bekannter Persönlichkeiten mit, so sind u. a. Valentina Romani, Vincenzo Crea, Brenno Placido, Michele Placido und Ornella Vanoni zu sehen.

## Inhalt
Inhaltlich geht es in dem Lied um eine unglückliche Liebe die vor dem Aus steht. Die Protagonistin hat eine Affäre mit einem verheirateten Mann. Selbstzweifel und Ansehensverlust treiben sie um. In dem Text sind verschiedene Anspielungen auf den Titel Se telefonando der Sängerin Mina vorhanden.

## Kritik
Andrea Laffranchi vom Corriere della Sera bewertete das Lied mit 8 von 10 Punkten und erklärte, dass es „urbane Klänge“ mit „pulsierenden Perkussions“ verbindet. Der Text, der von „einer gerade geborenen, aber bereits schlecht beendeten Liebe“ und von unterbrochenen Telefonaten handelt, wurde mit Minas Titel „Se telefonando“ verglichen. Valentina Colosimo von Vanity Fair bezeichnete „Due“ als „perfektes, urban klingendes“ Stück mit einer „brillanten“ Interpretation, fand die Sängerin „raffinierter“ und verglich den Song eher mit Elodies früherem Liede „Andromeda“ als mit „Bagno a Mezzanotte“. Der Rockol-Autor Gianni Sibilla assoziierte den ersten Teil mit „True Faith“ von New Order und beschrieb den zweiten Teil als „Pop mit einer komplexen Struktur“.
Der Rolling Stone Italia bewertete die Single mit 8 von 10 Punkten am besten unter den Liedern, die in der ersten Nacht des Sanremo-Festivals präsentiert wurden. Laut Filippo Ferrari, dem Rezensenten der Website, ist Due „ein Uptempo-Stück, das ein wenig funky ist“ und ähnlich klingt wie ihre Zusammenarbeit „Pensare male“ mit The Kolors. Gianni Poglio von Panorama sagte, dass dank des Liedes „Elodies Potenzial, […] sich auf dem Terrain des internationalen Pops bewegt“, mit „feurigem Gesang und kraftvollem Lied“. Andrea Conti von Il Fatto Quotidiano erklärte, dass es ein „modernes und aktuelles“ Lied mit einem Text ist, der von „einer komplexen Beziehung handelt“.
Donatella Rettore bezeichnete Due als stärksten Song des Sanremo-Festivals.

## Kommerzieller Erfolg

### Chartplatzierungen
| ChartsChartplatzierungen | Höchstplatzierung | Wochen |
| ------------------------ | ----------------- | ------ |
| Italien (FIMI)           | 7 (25 Wo.)        | 25     |
| Schweiz (IFPI)           | 67 (1 Wo.)        | 1      |

### Auszeichnungen für Musikverkäufe
| Land/Region    | Auszeichnungen für Musikverkäufe (Land/Region, Auszeichnung, Verkäufe) | Verkäufe |
| -------------- | ---------------------------------------------------------------------- | -------- |
| Italien (FIMI) | 3× Platin                                                              | 300.000  |
| Insgesamt      | 3× Platin ·                                                            | 300.000  |